# 天津财经大学珠江学院
天津财经大学珠江学院位于天津市宝坻区京津新城珠江北环东路2号。
2006年经教育部批准，由天津财经大学和广东珠江投资股份有限公司合作举办的本科层次的全日制独立学院。